# 오실로스코프
오실로스코프(영어: oscilloscope 이전 명칭 oscillograph)는 특정 시간 간격(대역)의 전압 변화를 볼 수 있는 장치이다. 주로 주기적으로 반복되는 전자 신호를 표시하는데 사용한다. 이 기기를 활용하면 시간에 따라 변화하는 신호를 주기적이고 반복적인 하나의 전압 형태로 파악할 수 있다.
일반적으로 오실로스코프는 전자적 신호의 특정 파형 관찰에 쓰인다. 대부분의 오실로스코프에는 사용자가 눈으로 신호를 파악할 수 있도록 시간과 전압에 따른 눈금도 표시되어있다. 이는 파형의 최소/최대 전압 값, 주기적 신호의 빈도, 펄스 간의 시간, 관련 신호 간의 시차 등을 분석할 수 있게 한다.
신호처리방식에서 초기에는 아날로그 방식으로 처리하여 음극선관에 표시하는 방식이었다. 전자공학의 전반적 디지털 방식의 발전에 따라 신호를 ADC을 사용하여 디지털로 변환하여 메모리에 저장하고, CPU을 통해 신호처리를 하여 연결하는 방식의 디지털 오실로스코프를 주로 사용한다. 표시 방식은 TFT-LCD를 주로 사용한다. 예전의 아날로그 방식은 수집된 신호를 저장하기 어렵고, 단발성 신호 포착이 어렵다. 그러나 디지털화 하면 비교적 긴 시간의 신호를 저장하기 쉽다. 이에 더해 CRT에 비해 LCD가 크기가 작기 때문에 전체 크기가 상대적으로 작아 취급이 쉽다.
멀티미터가 전압, 전류, 저항 등의 특징적 신호의 크기만을 표시 한다면, 오실로스코프는 신호의 시간적 변화에 따른 신호모양 까지를 표시하므로 회로 설계자에게 신호처리 시 많은 정보를 준다. 신호의 입력은 주로 2 또는 4개의 신호를 동시에 표시한다.
스코프, CRO(cathode-ray oscilloscope), DSO(digital storage oscilloscope) 등으로 알려진 오실로스코프는 다양한 전압신호를 지속적으로 관측할 수 있는 전자식 측정 기기의 한 종류다. 여러개의 디지털 신호를 측정하기 위한 포트를 지원하여 아날로그 신호와 동시에 디지털 신호를 동 시간에 비교 표시한다. 로직 분석기를 대체하기도 한다.
오실로스코프는 전자공학의 핵심 장비로 사용하며, 기타 과학, 의학, 엔지니어링, 통신 산업 등의 산업에서 측정장비로 사용한다. 구체적 사용 예로는 차량 점화 장치나 분석이나 심전도 파형 디스플레이 등이 있다.

## 신호 처리 방식
프로브로 입력된 전자신호는 화면 표시를 위해 처리를 해야 한다. 아날로그 오실로스코프는 입력부터 신호 표시 전과정을 아날로그 회로에 의해 제어된다. 이에 비해 디지털 오실로스코프는 디지털화 하여 LCD에 표시한다. 아날로그 방식은 장비의 크기, 신호 저장, 유연성 등에서 디지털 방식에 비해 불리하다. 디지털 방식은 디지털화 하면서 신호의 미세한 부분에서 신호모양이 변형될 수 있다. 고속의 신호인 경우 에일리어싱(aliasing: 컴퓨터 그래픽에서 해상도의 한계로 선 등이 우툴두툴하게 되는 현상.) 현상이 일어날 수 있다.

### 아날로그 방식
초기의 오실로스코프의 신호표시는 CRT를 사용하였다.
| CRT 표시 제어 | CRT 표시 구조 |  |

CRT 그림의 전자총에서 전자가 방출되면 가속되고, 편향 전극의 전압 크기에 따라 전자가 힘을 받아 표시 위치가 결정된다. x축으로는 시간에 따른 스캔을, y축으로는 신호의 크기를 조절함으로써 신호의 모양을 표시한다.

### 디지털 방식
현재는 컴퓨터화 되고 디지털화 되면서 표시방식이 LCD로 전환 되었다. 컴퓨터의 모니터와 같은 방식으로 화면표시 정보를 메모리에 담고 각 픽셀별로 표시한다.

### 오실로프를 이용한 측정
- 전압 측정
- 시간 간격 측정
- 주파수 측정
- 위상차[2] 측정

## 같이 보기
- 멀티미터
- 스펙트럼 분석기
- 논리 분석기